# Porto de São Pedro
Porto de São Pedro ou São Pedro Porto (em inglês: Saint Peter Port), é a capital de Guernsey e também principal porto da ilha. Em guernesiais e em francês, historicamente idiomas oficiais de Guernsey, o nome da cidade e de suas cercanias é Saintt Pierre Port. O "port" serve para distingui-la de outra região (paróquia) chamada Saint Pierre Du Bois.
Os moradores de Porto de São Pedro são apelidados de "les Villais" ou "cllichards" em guernesiais.

## Geografia
Porto de São Pedro está localizado na costa oriental de Guernsey. Limita-se a Saint Sampson ao Norte, Vale a noroeste, Saint Andrew a Oeste e Saint Martin ao Sul.